# Рабинович, Юрий Ефимович
Ю́рий Ефи́мович Рабино́вич (25 января 1932, Вильно, Польша — 23 февраля 1990) — деятель советского кинематографа, звукооператор, педагог.

## Биография
Родился в Вильно (Польша), ныне — Литва.
В 1955 году окончил электротехнический факультет Ленинградского института киноинженеров.
Звукооператор на киностудии «Мосфильм» с 1956 года.
Работал со многими известными режиссёрами — Эльдаром Рязановым, Роланом Быковым, Александром Миттой, Марком Захаровым и другими.
Преподавал на кафедре звукорежиссуры во ВГИКе, создатель первой учебно-творческой мастерской трёхлетнего образования по специальности «Звукорежиссура кино- и видеофильма».
Член Союза кинематографистов СССР (Москва).
Урна с прахом захоронена в колумбарии Донского кладбища

## Фильмография
- 1959 — Произведение искусства
- 1960 — Тучи над Борском
- 1962 — Семь нянек
- 1965 — Звонят, откройте дверь (совместно с С. Литвиновым)
- 1966 — Айболит-66
- 1969 — Чайковский (совместно с В. Шмелькиным)
- 1970 — Спокойный день в конце войны
- 1971 — Телеграмма
- 1972 — Станционный смотритель (совместно с В. Бахмацким)
- 1972 — Укрощение огня (совместно с Р. Берзом)
- 1974 — Автомобиль, скрипка и собака Клякса
- 1975 — Ирония судьбы, или С лёгким паром!
- 1977 — Служебный роман (совместно с В. Щедриной)
- 1977 — Хождение по мукам
- 1978 — Безымянная звезда
- 1978 — Обыкновенное чудо
- 1979 — Гараж
- 1979 — Тот самый Мюнхгаузен
- 1980 — Назначение
- 1980 — Синема, синема, синема — от тебя мы без ума
- 1980 — Разлучённые
- 1981 — Великий самоед
- 1981 — Отпуск за свой счёт
- 1982 — Сказка странствий
- 1983 — Мэри Поппинс, до свидания!
- 1984 — Формула любви
- 1986 — Чичерин
- 1988 — Шаг (совместно с С. Хоригутти)
- 1990 — Под северным сиянием (совместно с Ц. Хондаэ)
- 1990 — Похороны Сталина
- 1991 — Небеса обетованные (совместно с С. Литвиновым)

## Награды
- 1991 — премия «За лучшую работу звукооператора»  на 14-й церемонии вручения Премии Японской Кино академии (посмертно) за фильм «Под северным сиянием» (1990)[4]
- 1992 — лауреат премии «Ника» в категории «Лучшая работа звукооператора» (посмертно) за фильм «Небеса обетованные» (1991)